# Enneapterygius gruschkai
Enneapterygius gruschkai är en fiskart som beskrevs av Holleman 2005. Enneapterygius gruschkai ingår i släktet Enneapterygius och familjen Tripterygiidae. Inga underarter finns listade i Catalogue of Life.